# Tora Vega Holmström
Anna Tora Elisabeth Vega Holmström, född 2 mars 1880 i Tottarp i Skåne, död 28 januari 1967 i Lunds Allhelgonaförsamling, Lund, var en svensk målare, som tillhörde konstnärsgruppen De tolv. Hon var dotter till geologen Leonard Holmström och Hedvig Nordström samt syster till Malin Holmström-Ingers och C.T. Holmström.
Holmström studerade vid Gipsskolan i Köpenhamn 1896–1897 och för Carl Wilhelmson vid Valands målarskola i Göteborg 1900–1901 samt för den österrikiske konstnären Adolf Hölzel i Dachau 1903 och i Stuttgart 1924. Hon genomförde ett flertal studieresor till Frankrike där hon bland annat studerade för Christian Krohg samt resor till Finland, England, Nederländerna, Belgien och Algeriet. På Valands målarskola knöt hon ett vänskapsband med Adelheid von Schmiterlöw och Hanna Borrie. De kallade sig de tre musketöreran och förblev vänner livet ut. Genom åren skapade de ett nätverk av kvinnliga konstnärer som sträckte sig ända upp till Stockholm. Hon tillhörde det Skånska konstnärslaget och debuterade i gruppens utställning i Malmö 1906. Hon tillhörde senare Konstnärsgruppen 1913 som bland annat medverkade i Baltiska utställningen i Malmö 1914 samt i gruppen De tolv. Tillsammans med Ninnan Santesson ställde hon ut på Skånska konstmuseum  1933. Separat ställde hon ut på bland annat Gummesons konsthall  i Stockholm 1918 och 1927, Malmö museum  1930 Skånska konstmuseum i Lund, Galerie Moderne 1938, Göteborgs konsthall och på Konstnärshuset i Stockholm. Hon medverkade i samlingsutställningar med Sveriges allmänna konstförening, Skånes konstförening och i flera av Riksförbundet för bildande konst vandringsutställningar. En minnesutställning med hennes konst visades på Malmö museum 1968. Hon tilldelades Sydsvenska Dagbladets kulturpris 1953. Hennes konst består av porträtt, stilleben, figurmålningar och ett fåtal landskapsmålningar från Skåne. 
Till en början var hennes måleri färgat av nationalromantiken för att senare ta intryck av det tidiga 1900-talets modernism med kubistiska, expressiva och ibland surrealistiska drag. Hon lät sig inspireras av resor i Nordafrika och Europa, där hon bland annat kom i kontakt med Adolf Hölzels skola i Dachau. 
"...att aldrig underkasta sig" har blivit något av ett kredo för henne. Hon skrev detta i ett brev till filosofen Hans Larsson och syftade på att hon aldrig kunde acceptera några former av sociala orättvisor. Hennes medvetna val att aldrig gifta sig eller få barn gjorde att hon kunde vara yrkesverksam som konstnär hela livet. 
Hon lärde känna Rainer Maria Rilke och hade en omfattande brevväxling med honom.
Folkhögskolan Hvilan, där Holmströms far var föreståndare, bytte 2023 namn till Tora Vega folkhögskola.
Holmström är representerad vid Nationalmuseum, Moderna museet, Göteborgs konstmuseum, Helsingborgs museum, Malmö konstmuseum, Länsmuseet Gävleborg, Norrköpings konstmuseum, Kulturen och Ystads konstmuseum.
| ”                     | Ett eget hål att vara i är ett livsvillkor för såna som vi. Vi får aldrig målat nåt i våra hem utom plankstrykning på sin höjd. | „ |
| – Tora Vega Holmström | |   |

Tora Vega Holmström är begravd på Vombs kyrkogård.